# Federació d'Escacs de la Unió Soviètica
La Federació d'Escacs de la Unió Soviètica (rus: Шахматная федерация СССР - Xakmatnaya fyedyeratsiya SSSR) va ser l'organització nacional dels escacs a la Unió Soviètica (URSS). Va ser fundada el 1924 i les seves oficines es trobaven a Moscou. Es va afiliar a la Federació Internacional d'Escacs (FIDE). La Federació d'Escacs de la Unió Soviètica va organitzar el Campionat d'escacs de la Unió Soviètica i va publicar la revista anomenada Шахматы в СССР (Escacs a la Univó Soviètica).
Dissolta el 1991, fou substituïda a Rússia per la Federació Russa d'Escacs el 15 de febrer de 1992, en el seu congrés fundacional.

## Administració

### Junta
La junta estava composta pel president, un sots-president, un secretari, i un tresorer.

### Presidents
- Nikolai Krilenko (1924–1938)
- Mikhaïl Botvínnik (1938–1939)
- Vladimir Herman (1939–1941 i 1945–1947)
- Boris Weinstein (1942–1945)
- Vladislav Vinogradov (1947–1949, 1952–1954 i 1961–1962)
- M. Kharlamov (1949–1952)
- Vladimir Alatortsev (1954–1961)
- Boris Rodionov (1962–1968)
- Alexey Serov (1968–1969)
- Dmitry Postnikov (1969–1972)
- Iuri Averbakh (1972–1977)
- Vitaly Sevastianov (1977–1986 i 1988–1989)
- Alexandre Chikvaidze (1986–1988)
- Vladimir Popov (1989–1991)

## Alguns destacats jugadors d'escacs soviètics
- Mikhaïl Botvínnik (1911–1995), president de la Federació d'Escacs de la Unió Soviètica (1938–1938) i campió del món i de l'URSS
- Garri Kaspàrov, campió del món
- Anatoli Kàrpov, campió del món
- Mikhaïl Tal, campió del món
- Tigran Petrossian, campió del món